# Assemblea legislativa del Nunavut
L'Assemblea legislativa del Nunavut (in inglese: Legisaltive Assembly of Nunavut, in francese: Assemblée législative du Nunavut) è l'organo legislativo del territorio canadese del Nunavut. Emana leggi nel territorio nell'ambito del governo centrale canadese.
Secondo le regole dell'Assemblea legislativa, i rappresentanti non rappresentano alcun partito politico, ma le decisioni vengono prese per consenso.

## Storia
Le prime elezioni si sono svolte nell'aprile 1999 dopo la creazione del territorio.
La regina Elisabetta II ha visitato l'assemblea del nuovo Territorio in onore del 50º anniversario della sua ascesa al potere nel 2002. Ha stabilito che i discorsi in inglese e francese che ha tenuto all'epoca erano "Nakurmiit ammalu quviasugitsi", che significa "grazie e rimanete felici".
Il 1º maggio 2000 l'Assemblea ha adottato i simboli ufficiali del Nunavut, oltre alla bandiera, allo stemma e alla bacchetta del presidente: l'animale ufficiale (Canadian Eskimo Dog) , il fiore (Saxifraga oppositifolia) e l'uccello (Pernice bianca).
L'Assemblea legislativa del Nunavut ha ospitato la riunione del G7 nel 2010.